# Parafia Narodzenia Najświętszej Maryi Panny w Skulsku
Parafia Narodzenia Najświętszej Maryi Panny w Skulsku – rzymskokatolicka parafia położona we wsi Skulsk.
Administracyjnie należy do diecezji włocławskiej (dekanat ślesiński).